# Radiobiologia
A radiobiologia é um campo morderno da biologia que envolve o estudo da ação da radiação ionizante em seres vivos, especialmente os efeitos da radiação na saúde. A radiação ionizante é geralmente prejudicial e potencialmente letal para os seres vivos, mas pode ter benefícios para a saúde na radioterapia para o tratamento do câncer e da tireotoxicose. Seu impacto mais comum é a indução de câncer com um período latente de anos ou décadas após a exposição. Doses altas podem causar queimaduras de radiação visualmente dramáticas e/ou mortalidade rápida por síndrome da radiação aguda. Doses controladas são usadas para imagens médicas e radioterapia.

## Efeitos na saúde
Em geral, a radiação ionizante é prejudicial e potencialmente letal para os seres vivos, mas pode ter benefícios para a saúde na radioterapia para o tratamento do câncer e tireotoxicose. A maioria dos efeitos adversos à saúde diante a exposição à radiação podem ser agrupados em duas categorias gerais: efeitos determinísticos (reações nocivas aos tecidos) devido em grande parte à morte / mau funcionamento das células após altas doses; e efeitos estocásticos, ou seja, câncer e efeitos hereditários envolvendo o desenvolvimento de câncer em indivíduos expostos devido à mutação de células somáticas ou doença hereditária em sua prole devido à mutação de células reprodutivas (germinativas).